# Aplu
Aplu o Apulu è il dio etrusco della malattia, delle arti mediche, del tuono e del fulmine. Patrono della divinazione e del Sole, aveva anche caratteristiche infere (vedi Mantus e Soranus).

## Equivalenti in altre religioni

### Equivalente greco-romano
Ha molte analogie con il dio greco Apollo (Apollon), in arte è rappresentato con una corona e dei rami di alloro. Il nome di Aplu o Apulu non arrivò direttamente dalla Grecia ma attraverso la mediazione di un centro latino, probabilmente Preneste.
In Etruria, come a Roma, Apollo era soprattutto una divinità di Delfi. La sua rappresentazione etrusca più celebre è l'Apollo di Veio attribuito a Vulca.
Viene citato come figlio di Tinia e Semla, fratello di Fufluns e fratello gemello di Aritimi.
Tuttavia non compare nel Fegato di Piacenza.